# Nicolas N’Koulou
Nicolas Alexis Julio N’Koulou N’Doubena (* 27. März 1990 in Yaoundé) ist ein kamerunischer Fußballspieler. Der Innenverteidiger war mehr als 80facher Nationalspieler.

## Karriere

### Vereine
N’Koulou begann seine Karriere bei Kadji Sports Academy, wo auch Spieler wie Samuel Eto’o, Carlos Kameni oder Éric Djemba-Djemba ausgebildet wurden. 2007 wechselte er in die Jugendabteilung des AS Monaco.
Im Fürstentum kam er anfangs in der Amateurmannschaft zum Einsatz, ehe er 2008/09 in den Kader der ersten Mannschaft aufgenommen wurde. Sein erstes Meisterschaftsspiel bestritt N’Koulou am 13. September 2008 gegen den FC Lorient in der fünften Runde. Er wurde in der 65. Minute gegen Cédric Mongongu aus der DR Kongo ausgewechselt. Monaco gewann 2:0. Bereits in der Vorbereitung zu dieser neuen Saison durfte N'Koulou bei den Spielen gegen den FC Toulouse und Dinamo Zagreb auflaufen. Von diesem Augenblick an kam der Innenverteidiger in beinahe jedem Spiel der Rot-Weißen zum Einsatz. Am Ende der Saison wurde er mit den Monegassen Elfter. Im Juni 2011 wurde sein Wechsel zu Olympique Marseille bekannt. Nach fünf Spielzeiten wechselte er 2016 innerhalb der Ligue 1 zu Olympique Lyon.
Im Sommer 2017 wurde N’Koulou für ein Jahr in die Serie A an den FC Turin verliehen. Nach der Saison verpflichteten ihn die Turiner fest. Seit der Saison 2024/2025 spielt in der türkischen 2. Liga bei Amedspor SK. 

### Nationalmannschaft
Am 19. November 2008 gab er sein Debüt im Dress der kamerunischen Nationalmannschaft. Im Freundschaftsspiel gegen Südafrika spielte N’Koulou durch. Des Weiteren nahm er für Kamerun an den Olympischen Spielen 2008 in Peking teil. In den Gruppenspielen gegen Honduras und Italien kam N’Koulou zum Einsatz. Im Viertelfinalaus gegen Brasilien spielte er ebenfalls durch und bekam in der 20. Minute der Verlängerung eine gelbe Karte, jedoch endete das Spiel 0:2 n. V.